# 3828 Hoshino
3828 Hoshino è un asteroide della fascia principale. Scoperto nel 1986, presenta un'orbita caratterizzata da un semiasse maggiore pari a 3,1697268 UA e da un'eccentricità di 0,0325319, inclinata di 6,17239° rispetto all'eclittica.